# Vera Serova
Vera Michajlovna Serova (Russisch: Вера Михайловна Серова; geboortenaam: Тетерина; Teterina) (Moskou, 23 september 1906 - Moskou, 3 september 1987) was een basketbalspeler in de Sovjet-Unie. Ze werd Meester in de sport van de Sovjet-Unie in 1948.

## Carrière
Serova begon als Bandyspeler in 1926 te spelen voor Dinamo Moskou. Ze werd kampioen van de Moskou in 1931. In 1935 ging 
Serova spelen voor het basketbalteam van Dinamo Moskou en won drie keer het Landskampioenschap van de Sovjet-Unie in 1937, 1938 en 1939. In 1934 en 1936 werd ze Landskampioenschap van de Sovjet-Unie met Team Moskou. In 1939 stopte ze met basketbal.

## Erelijst
- Landskampioen Sovjet-Unie: 5
  - Winnaar: 1934, 1936, 1937, 1938, 1939